# KARA媒体作品列表
《Kara媒體作品列表》主要列举韩国女子音乐组合Kara历年参与各类电视节目、固定节目及电视剧。

## 影視作品

### 電視劇集
| 年份   | 電視台     | 電視劇名稱                 | 參演成員                 | 演出角色                          | 性質   |
| 2009年 | MBC        | 英雄Hero                   | Kara                     | Kara                              | 客串   |
| 2011年 | 東京電視台 | URAKARA                    | 昇延 荷拉 知英 妮可 奎利 | 昇延 荷拉 知英 妮可 奎利          | 女主角 |
| 2011年 | SBS        | 城市獵人                   | 荷拉                     | 崔多惠                            | 配角   |
| 2012年 | 東京電視台 | 戀愛之家                   | 知英                     | 宥利                              | 女主角 |
| 2012年 | SBS        | 蠑螈道士和影子操作團       | 昇延                     | 昇延                              | 客串   |
| 2013年 | SBS        | 張玉貞，為愛而生           | 昇延                     | 淑嬪崔氏                          |        |
| 2013年 | SBS        | 一絲的純情                 | 昇延                     | 金善美                            | 配角   |
| 2013年 | MBC        | 美甲店Paris                | 奎利                     | 洪汝珠                            | 女主角 |
| 2013年 | 富士電視台 | 神探伽俐略2                | 荷拉                     | YUNA                              | 客串   |
| 2014年 | SBS        | 女人漫畫皮鞋               | 昇延                     | 申智厚                            | 女主角 |
| 2014年 | MBC        | 來了！張寶利               | 昇延                     | 李秋天                            | 配角   |
| 2014年 | DRAMAcube  | Secret Love                | 奎利 昇延 荷拉 妮可 知英 | 閔智慧 李賢靜 朴蘇悅 Melly 朴宣雨 | 女主角 |
| 2014年 | MBC        | Drama Festival－吉他與熱褲 | 昇延                     | 安娜                              | 女主角 |
| 2014年 | SBS        | 沒關係，是愛情啊           | 荷拉                     | 粉絲                              | 客串   |

### MV演出
| 年度   | 歌曲名                | 演唱者 | 參演成員 |
| 2008年 | Lucky Days            | SS501  | 昇延     |
| 2012年 | 只知道你 Never Let Go | A-JAX  | 荷拉     |
| 2012年 | HOT GAME              | A-JAX  | 妮可     |
| 2014年 | Error                 | VIXX   | 齡智     |
| 2015年 | Beautiful             | KIXS   | 荷拉     |

### 電視節目

#### 固定節目
各成員的詳細資料請參閱各成員之頁面，節目列表包括台日韓節目。
| 日期                           | 節目名稱                  | 出演者     | 備註                                    |
| 2007年8月8日－2007年12月12日   | KARA Mnet self camera 1   | Kara全體   | 共5集                                   |
| 2007年10月17日－2008年8月27日  | 韓昇延的MSL Break         | 昇延       | MC                                      |
| 2008年6月30日－2009年5月8日    | 少男少女歌謠指引          | 昇延       | MC                                      |
| 2008年8月19日-2008年10月17日   | KARA Mnet self camera 2   | Kara全體   | 共8集                                   |
| 2008年10月7日－2009年12月30日  | 家族的需要Season 2        | 昇延       | 固定成員                                |
| 2008年11月28日－2009年1月25日  | Section TV 演藝通信       | 昇延       | 通訊員                                  |
| 2008年12月20日-2009年10月24日  | 明星金鐘                  | 妮可       | 對上目光 環節                           |
| 2009年2月8日－2010年2月7日     | Quiz! 第六感對決          | 昇延       | 固定嘉賓                                |
| 2009年4月2日－2009年4月30日    | 偶像軍團 Season 4         | Kara全體   | 該節目唯一女MC                          |
| 2009年5月26日－2009年6月30日   | Kara's Meta Friends       | Kara全體   |                                         |
| 2009年8月30日－2009年10月25日  | 寶藏                      | 妮可       | 固定成員                                |
| 2009年10月23日－2010年12月24日 | 青春不敗                  | 荷拉       | 固定成員(G7之一)                        |
| 2009年11月12日－2010年1月28日  | 藝人上大學 Season3 妮可篇 | 妮可       | Kara成員於部分集數出演                  |
| 2009年11月25日－2010年1月13日  | Kara Bakery               | Kara全體   | 妮可因拍攝《藝人上大學3》只出演部分集數 |
| 2010年7月18日－2011年2月13日   | 英雄豪傑                  | 妮可       | 固定成員                                |
| 2010年7月26日－2011年9月26日   | I Love Pet                | 昇延、知英 | MC                                      |
| 2010年11月20日－2010年11月27日 | Kara Special Day          | Kara全體   |                                         |
| 2011年7月31日－2013年12月29日  | 動物農場                  | 昇延       | MC                                      |
| 2011年9月7日－2013年9月21日    | KARA Channel              | Kara全體   | KARA Live On YouTube Channel            |
| 2011年11月12日－2012年11月17日 | 青春不敗2                 | 知英       | 固定成員(G5之一)                        |
| 2011年11月20日－2012年8月19日  | 人氣歌謠                  | 荷拉、妮可 | MC                                      |
| 2011年12月11日- 2012年2月19日  | Lululala                  | 奎利       | 固定成員(9集)                           |
| 2012年6月17日- 2012年8月1日    | 無計畫家族 S1             | 奎利       |                                         |
| 2013年10月8日－2014年5月27日   | THE SHOW                  | 奎利、昇延 | MC                                      |
| 2014年6月9日－2014年6月23日    | 首先放飛SNS遠征隊         | 奎利       | 固定成員                                |
| 2014年9月21日－2015年4月14日   | Roommate S2               | 龄智       | 固定成員                                |
| 2014年12月31日－2015年1月8日   | HARA ON & OFF             | 荷拉       | 真人秀                                  |
| 2015年4月3日－2015年6月21日    | A STYLE FOR YOU           | 荷拉       | MC                                      |
| 2017年3月29日－2017年4月20日   | tong by travel 日本佐賀篇 | 奎利       | 固定成員                                |
| 2018年2月6日－2018年4月10日    | The Beauty a Week         | 奎利       |                                         |
| 2018年5月3日－2018年7月26日    | 狐狸們的隱密聊天S/S       | 奎利       | MC                                      |
| 2018年11月28日－2019年1月23日  | What Women Want           | 奎利       | MC                                      |
| 2019年5月18日－2019年6月23日   | 首先一起去吧              | 昇延       | 固定成員                                |
| 2020年3月31日－2020年8月20日   | Beauty & View             | 奎利       | MC                                      |
| 2024年3月27日至今              | 《只是沒有我KARA》        | Kara全體   | 出道15週年紀念，首個旅行團綜            |

### 電台節目

#### DJ
各成員的詳細資料請參閱各成員之頁面，節目列表包括台日韓節目。
| 日期                     | 頻道         | 節目名稱                | 出演者               |
| 2009年5月7日－5月13日    | SBS Power FM | SS501 Music High        | 奎利、昇延(Daily DJ) |
| 2009年9月12日－9月14日   | SBS Power FM | SS501 Music High        | 奎利(Daily DJ)       |
| 2009年10月28日－10月29日 | MBC FM4U     | 2點的約會 我是朴明秀    | 奎利(Daily DJ)       |
| 2010年1月4日             | SBS Power FM | 宋恩伊 申奉仙的同苦同樂 | 奎利、荷拉(Daily DJ) |
| 2010年2月16日            | MBC標準FM    | 神童, 金信英的深深打破  | 奎利(Daily DJ)       |
| 2010年5月5日－10月2日    | MBC標準FM    | 神童, 朴奎利的深深打破  | 奎利                 |
| 2012年8月30日            | MBC標準FM    | 神童的深深打破          | 奎利(Daily DJ)、全體 |
| 2012年11月6日            | MBC標準FM    | 神童的深深打破          | 奎利(Daily DJ)       |
| 2013年4月10日            | MBC標準FM    | 神童的深深打破          | 奎利(Daily DJ)       |
| 2013年9月21日            | MBC標準FM    | 神童的深深打破          | 奎利(Daily DJ)       |
| 2014年7月7日             | MBC標準FM    | 神童的深深打破          | 奎利(Daily DJ)       |

#### 固定出演
| 日期                          | 頻道         | 節目名稱                                            | 出演者     |
| 2007年5月14日－6月11日        | KBS Happy FM | 朴俊亨的FM人氣歌謠《올챙이 서바이벌》               | 全體       |
| 2007年8月20日－10月8日        | MBC標準FM    | 朴貞雅這是一個繁星閃爍的夜晚《CSI 막무가내 수사대》 | 昇延       |
| 2007年12月20日－2008年8月28日 | KBS Happy FM | 朴俊亨的FM人氣歌謠《돌아온 남과 여》                | 奎利       |
| 2008年12月6日－2009年2月21日  | KBS cool FM  | Super Junior Kiss The Radio《형처럼 살지 마라 2》   | 奎利       |
| 2008年12月16日－2009年4月21日 | KBS cool FM  | 提高音量《당신이 킹왕짱》                           | 昇延       |
| 2009年5月2日－6月13日         | MBC標準FM    | 神童, 金信英的深深打破《시식코너》                  | 知英       |
| 2009年9月14日－10月21日       | KBS cool FM  | Super Junior Kiss The Radio《라이브 리서치》        | 奎利、知英 |
| 2009年9月25日－2010年1月18日  | SBS Power FM | 宋恩伊 申奉仙的同苦同樂《두 남녀가 미치는 영향》    | 奎利       |
| 2009年10月22日－11月19日      | MBC標準FM    | 朴景林這是一個繁星閃爍的夜晚《퀴즈열전》            | 奎利       |
| 2009年11月2日－2010年4月26日  | KBS cool FM  | 神童, 金信英的深深打破 《사연이 산다 시즌3》        | 荷拉、知英 |
| 2009年11月4日－2010年4月14日  | KBS cool FM  | Super Junior Kiss The Radio《막무가내 리서치》      | 奎利、知英 |
| 2009年11月26日－2010年4月1日  | MBC標準FM    | 朴景林這是一個繁星閃爍的夜晚《1030상담소》          | 奎利       |